# Hoy (álbum de OV7)
Hoy es la quinta producción discográfica de Onda Vaselina, y primera como grupo juvenil de pop, lanzado en 1995 bajo el sello Discos y Cintas Melody, en formatos CD y casete, siendo el primer sencillo "Perdón", a pesar de ser un muy buen disco no tuvo el éxito esperado convirtiense en el menos vendido de la agrupación en México, pasando lo contrario en España donde alcanzó disco de oro.

## Integrantes
En este disco el grupo estaba integrado por
- Mariana Ochoa
- M'balia Marichal
- Daniel Vázquez
- Oscar Schwebel
- Erika Zaba
- Lidia Ávila
- Ari Borovoy

## Lista de canciones
| Hoy |                                   |          |  |
| N.º | Título                            | Duración |  |
| 1.  | «El Vampiro Trasnochado» (Daniel) | 3:25     |  |
| 2.  | «Perdón» (Ari y Mariana)          | 3:54     |  |
| 3.  | «No Huyas de Mí» (Mariana)        | 3:54     |  |
| 4.  | «Enloqueciendo» (Ari)             | 2:51     |  |
| 5.  | «Destino» (M'Balia)               | 4:06     |  |
| 6.  | «El Sueño» (Lidia)                | 3:16     |  |
| 7.  | «Un Solo Corazón» (Lidia y Óscar) | 3:00     |  |
| 8.  | «No Sé Nada» (Óscar)              | 2:53     |  |
| 9.  | «Sube y Baja» (Érika y Daniel)    | 2:42     |  |
| 10. | «Más De Lo Que Imaginé» (Chicas)  | 3:16     |  |
| 11. | «Hoy» (Érika)                     | 3:37     |  |